# Kretadiptam
Kretadiptam eller spansk humle (Origanum dictamnus) är en växt och en krydda. Det andra namnet är missvisande eftersom arten är ursprunglig på Kreta och inte är någon slags humle. Förklaringen är att spanska köpmän en gång i tiden införde den i Norden, och att blomställningarna liknar humlekottar. De som kommit i kontakt med växten vid besök på Kreta kallar den ofta för diktamus, vilket brukar vara det namn som den marknadsförs under till turister.

## Användning
Smaksättning på olika sillinläggningar och alkoholhaltiga drycker. På Kreta anses örten ha många välgörande egenskaper och används som medicinalväxt. Man kan också göra örtte på den.